# Tarsacq
Tarsacq (en béarnais Tarsac) est une commune française, située dans le département des Pyrénées-Atlantiques en région Nouvelle-Aquitaine.
Le gentilé est Tarsacquais.

## Géographie

### Localisation
La commune de Tarsacq se trouve dans le département des Pyrénées-Atlantiques, en région Nouvelle-Aquitaine.
Elle se situe à 17 km par la route de Pau, préfecture du département, et à 9,5 km de Mourenx, bureau centralisateur du canton du Cœur de Béarn dont dépend la commune depuis 2015 pour les élections départementales.
La commune fait en outre partie du bassin de vie de Mourenx.
Les communes les plus proches sont : 
Abos (2,0 km), Labastide-Cézéracq (2,1 km), Denguin (2,5 km), Bésingrand (2,9 km), Parbayse (3,6 km), Arbus (3,8 km), Pardies (4,0 km), Labastide-Monréjeau (4,1 km).
Sur le plan historique et culturel, Tarsacq fait partie de la province du Béarn, qui fut également un État et qui présente une unité historique et culturelle à laquelle s’oppose une diversité frappante de paysages au relief tourmenté.

### Communes limitrophes
Les communes limitrophes sont  Abos, Arbus, Denguin et Labastide-Cézéracq.
|      | Labastide-Cézéracq |         |
|      | Tarsacq            | Denguin |
| Abos |                    | Arbus   |

### Hydrographie

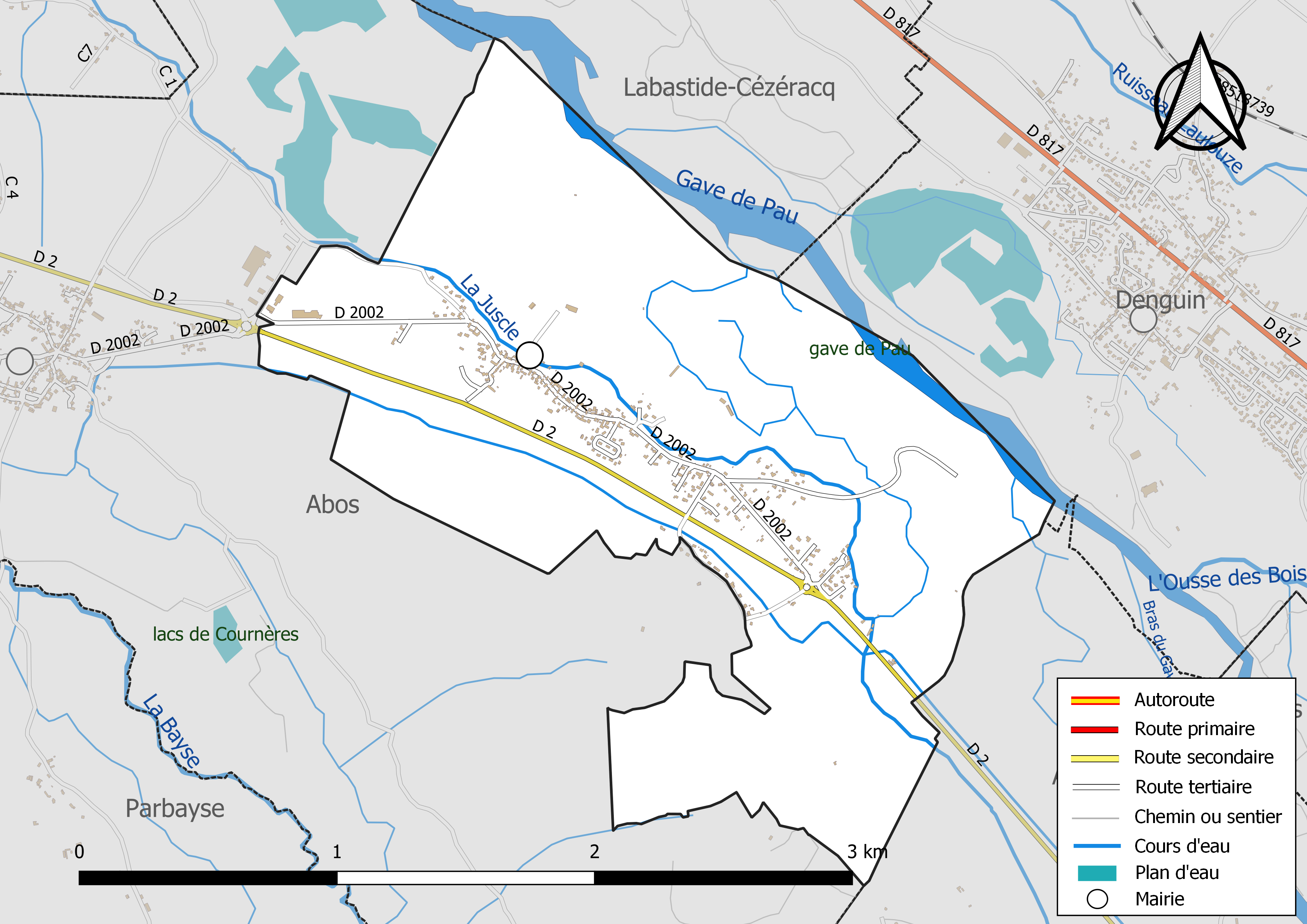
Réseaux hydrographique et routier de Tarsacq.

La commune est drainée par le gave de Pau, la Juscle, un bras du gave de Pau et par divers petits cours d'eau, constituant un réseau hydrographique de 11 km de longueur totale,.
Le gave de Pau, d'une longueur totale de 192,8 km, prend sa source dans la commune de Gavarnie-Gèdre et s'écoule du sud-est vers le nord-ouest. Il traverse la commune et se jette dans l'Adour à Saint-Laurent-de-Gosse, après avoir traversé 88 communes.
La Juscle, d'une longueur totale de 22,3 km, prend sa source dans la commune de Saint-Faust et s'écoule du sud-est vers le nord-ouest. Elle traverse la commune et se jette dans le gave de Pau à Bésingrand, après avoir traversé 7 communes.

### Climat
Pour des articles plus généraux, voir Climat de la Nouvelle-Aquitaine et Climat des Pyrénées-Atlantiques.
Historiquement, la commune est exposée à un climat de montagne.  
En 2020, Météo-France publie une typologie des climats de la France métropolitaine dans laquelle la commune est toujours exposée à un climat de montagne et est dans la région climatique Pyrénées atlantiques, caractérisée par une pluviométrie élevée (>1 200 mm/an) en toutes saisons, des hivers très doux (7,5 °C en plaine) et des vents faibles.
Pour la période 1971-2000, la température annuelle moyenne est de 13,5 °C, avec une amplitude thermique annuelle de 14 °C. Le cumul annuel moyen de précipitations est de 1 193 mm, avec 11,9 jours de précipitations en janvier et 8 jours en juillet. Pour la période 1991-2020, la température moyenne annuelle observée sur la station météorologique la plus proche, située sur la commune de Monein à 5 km à vol d'oiseau, est de 14,2 °C et le cumul annuel moyen de précipitations est de 1 228,6 mm,. Pour l'avenir, les paramètres climatiques de la commune estimés pour 2050 selon différents scénarios d’émission de gaz à effet de serre sont consultables sur un site dédié publié par Météo-France en novembre 2022.

### Milieux naturels et biodiversité

#### Réseau Natura 2000
Le réseau Natura 2000 est un réseau écologique européen de sites naturels d'intérêt écologique élaboré à partir des Directives « Habitats » et « Oiseaux », constitué de zones spéciales de conservation (ZSC) et de zones de protection spéciale (ZPS).
Un site Natura 2000 a été défini sur la commune au titre de la « directive Habitats », : 
- le « gave de Pau », d'une superficie de 8 194 ha, un vaste réseau hydrographique avec un système de saligues[Note 4] encore vivace[19] et une au titre de la « directive Oiseaux »[18],[Carte 3] :
- le « barrage d'Artix et saligue du gave de Pau », d'une superficie de 3 360 ha, une vaste zone allongée bordant les saligues du gave[Note 4], et incluant des terres agricoles et urbaines en amont d'un barrage[20].

#### Zones naturelles d'intérêt écologique, faunistique et floristique
L’inventaire des zones naturelles d'intérêt écologique, faunistique et floristique (ZNIEFF) a pour objectif de réaliser une couverture des zones les plus intéressantes sur le plan écologique, essentiellement dans la perspective d’améliorer la connaissance du patrimoine naturel national et de fournir aux différents décideurs un outil d’aide à la prise en compte de l’environnement dans l’aménagement du territoire.
Une ZNIEFF de type 1 est recensée sur la commune, : 
le « lac d'Artix et les saligues aval du gave de pau » (779,72 ha), couvrant 12 communes du département et deux ZNIEFF de type 2,, : 
- les « coteaux et vallées "bocagères" du Jurançonnais » (20 986,16 ha), couvrant 23 communes du département[23] ;
- le « réseau hydrographique du gave de Pau et ses annexes hydrauliques » (3 000,84 ha), couvrant 71 communes dont 10 dans les Landes, 59 dans les Pyrénées-Atlantiques et 2 dans les Hautes-Pyrénées[24].

## Urbanisme

### Typologie
Au 1er janvier 2024, Tarsacq est catégorisée commune rurale à habitat dispersé, selon la nouvelle grille communale de densité à sept niveaux définie par l'Insee en 2022.
Elle est située hors unité urbaine. Par ailleurs la commune fait partie de l'aire d'attraction de Pau, dont elle est une commune de la couronne,. Cette aire, qui regroupe 227 communes, est catégorisée dans les aires de 200 000 à moins de 700 000 habitants,.

### Occupation des sols

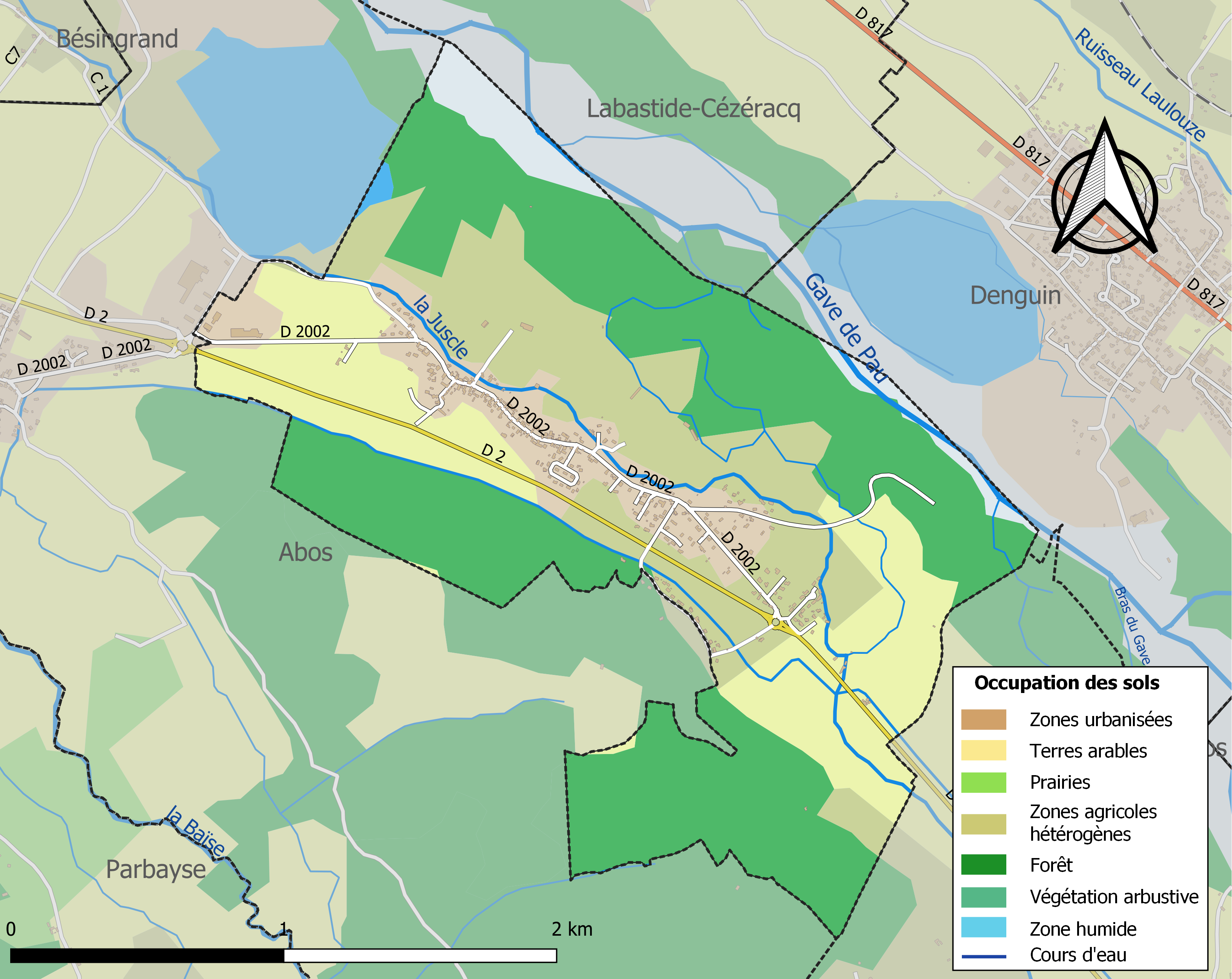
Carte des infrastructures et de l'occupation des sols de la commune en 2018 (CLC).

L'occupation des sols de la commune, telle qu'elle ressort de la base de données européenne d’occupation biophysique des sols Corine Land Cover (CLC), est marquée par l'importance des forêts et milieux semi-naturels (47,3 % en 2018), en augmentation par rapport à 1990 (45,7 %). La répartition détaillée en 2018 est la suivante : 
forêts (43,9 %), zones agricoles hétérogènes (22,4 %), terres arables (20,3 %), zones urbanisées (8,6 %), espaces ouverts, sans ou avec peu de végétation (3,4 %), zones industrielles ou commerciales et réseaux de communication (1 %), eaux continentales (0,3 %). L'évolution de l’occupation des sols de la commune et de ses infrastructures peut être observée sur les différentes représentations cartographiques du territoire : la carte de Cassini (XVIIIe siècle), la carte d'état-major (1820-1866) et les cartes ou photos aériennes de l'IGN pour la période actuelle (1950 à aujourd'hui).

### Lieux-dits et hameaux
- Anglades

### Risques majeurs
Le territoire de la commune de Tarsacq est vulnérable à différents aléas naturels : météorologiques (tempête, orage, neige, grand froid, canicule ou sécheresse), inondations et séisme (sismicité moyenne). Il est également exposé à un risque technologique, le transport de matières dangereuses. Un site publié par le BRGM permet d'évaluer simplement et rapidement les risques d'un bien localisé soit par son adresse soit par le numéro de sa parcelle.

#### Risques naturels
La commune fait partie du territoire à risques importants d'inondation (TRI) de Pau, regroupant 34 communes concernées par un risque de débordement du gave de Pau, un des 18 TRI qui ont été arrêtés fin 2012 sur le bassin Adour-Garonne. Les événements antérieurs à 2014 les plus significatifs sont les crues de 1800, crue la plus importante enregistrée à Orthez (H = 15,42 m au pont d'Orthez), du 23 juin 1875, exceptionnelle par son ampleur géographique, des 27 et 28 octobre 1937, la plus grosse crue enregistrée à Lourdes depuis 1875, du 3 février 1952, du 27 janvier 1972 (10,46 m à Orthez pour Q = 725 m3/s), du 28 novembre 1974, du 1er juin 1978 (3,40 m à Rieulhès pour Q = 504 m3/s) et du 19 juin 2013. Des cartes des surfaces inondables ont été établies pour trois scénarios : fréquent (crue de temps de retour de 10 ans à 30 ans), moyen (temps de retour de 100 ans à 300 ans) et extrême (temps de retour de l'ordre de 1 000 ans, qui met en défaut tout système de protection). La commune a été reconnue en état de catastrophe naturelle au titre des dommages causés par les inondations et coulées de boue survenues en 1982, 1983, 2009 et 2018,.

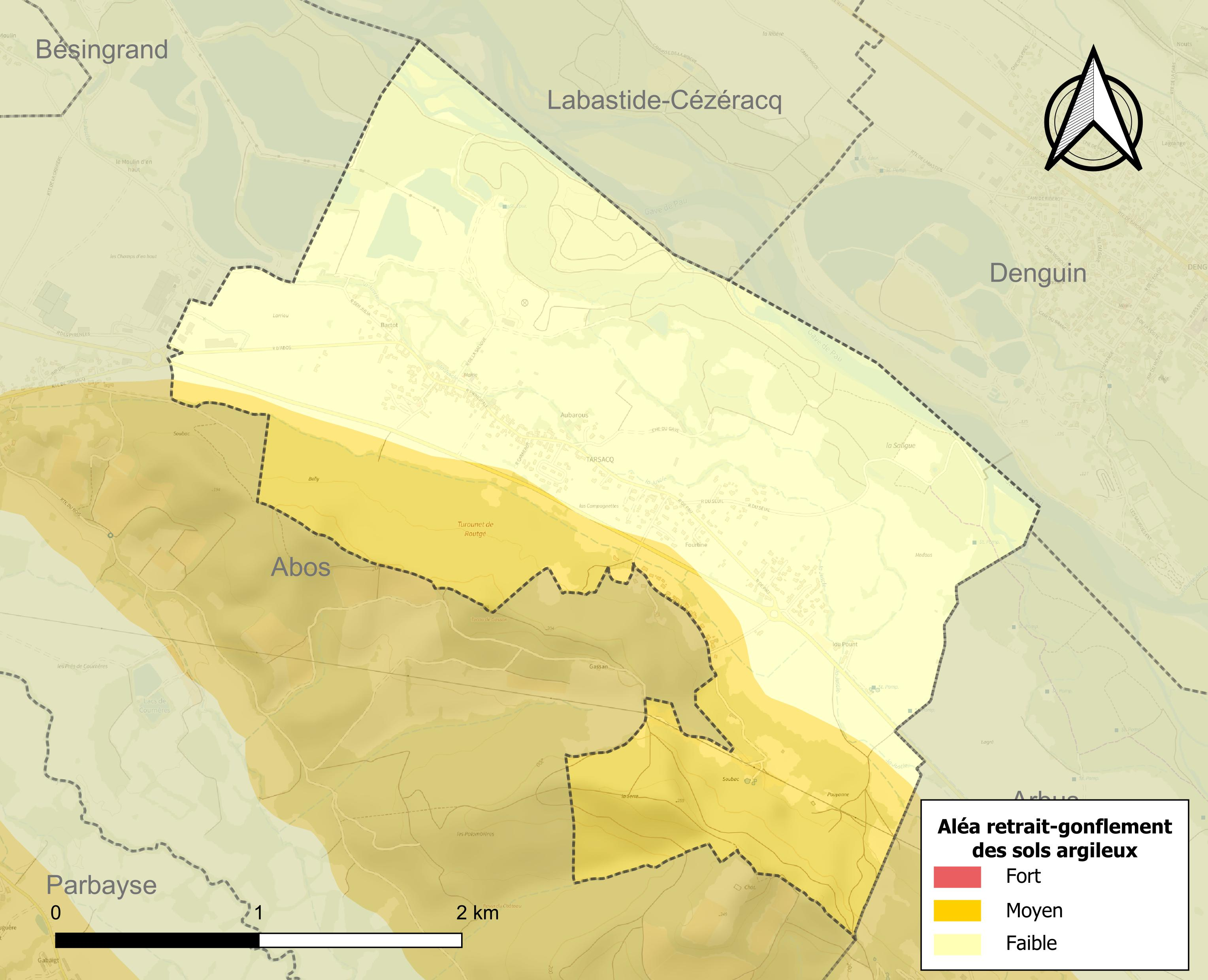
Carte des zones d'aléa retrait-gonflement des sols argileux de Tarsacq.

Le retrait-gonflement des sols argileux est susceptible d'engendrer des dommages importants aux bâtiments en cas d’alternance de périodes de sécheresse et de pluie. 29 % de la superficie communale est en aléa moyen ou fort (59 % au niveau départemental et 48,5 % au niveau national). Depuis le 1er octobre 2020, en application de la loi ELAN, différentes contraintes s'imposent aux vendeurs, maîtres d'ouvrages ou constructeurs de biens situés dans une zone classée en aléa moyen ou fort,.

## Toponymie
Le toponyme Tarsacq apparaît sous les formes Terçag (1286, instructions de Lescar), Tarsac (1344, notaires de Pardies), Terssac (1372, contrats de Luntz) et Tersac (XIVe siècle, censier de Béarn).
Il signifie domaine de Tertius, du nom latin Tertius avec le suffixe gallo-romain -acum.
Son nom béarnais est Tarsac.
Anglades, ancienne école, est mentionnée en 1863 dans le dictionnaire topographique Béarn-Pays basque.

## Histoire
Paul Raymond note que la commune comptait une abbaye laïque, vassale de la vicomté de Béarn.
En 1385, Tarsacq dépendait du bailliage de Lagor et Pardies, et comptait 23 feux.

## Politique et administration

### Situation administrative
Tarsacq a fait partie de l'arrondissement d'Oloron-Sainte-Marie jusqu'au 30 décembre 2016. À cette date, elle appartient désormais à celui de Pau.

### Liste des maires
| Période                                  | Période | Identité               | Étiquette | Qualité |
| ---------------------------------------- | ------- | ---------------------- | --------- | ------- |
| 1995                                     | 2008    | Claude Paloque         |           |         |
| 2008                                     | 2014    | Marie-Thérèse Mirassou |           |         |
| Les données manquantes sont à compléter. |         |                        |           |         |

### Intercommunalité
La commune fait partie de six structures intercommunales : 
- la communauté de communes de Lacq-Orthez ;
- le syndicat d'énergie des Pyrénées-Atlantiques ;
- le syndicat intercommunal d'eau et d'assainissement Gave et Baïse ;
- le syndicat intercommunal de défense contre les inondations du gave de Pau ;
- le syndicat intercommunal de gestion forestière Gave - Baïse ;
- le syndicat intercommunal de regroupement pédagogique d'Abos et de Tarsacq.

Tarsacq accueille le siège du syndicat intercommunal d'eau et d'assainissement Gave et Baïse.

## Population et société

### Démographie
L'évolution du nombre d'habitants est connue à travers les recensements de la population effectués dans la commune depuis 1793. Pour les communes de moins de 10 000 habitants, une enquête de recensement portant sur toute la population est réalisée tous les cinq ans, les populations de référence des années intermédiaires étant quant à elles estimées par interpolation ou extrapolation. Pour la commune, le premier recensement exhaustif entrant dans le cadre du nouveau dispositif a été réalisé en 2007.

En 2022, la commune comptait 543 habitants, en évolution de +6,47 % par rapport à 2016 (Pyrénées-Atlantiques : +3,78 %, France hors Mayotte : +2,11 %).
| 1793 | 1800 | 1806 | 1821 | 1831 | 1836 | 1841 | 1846 | 1851 |
| ---- | ---- | ---- | ---- | ---- | ---- | ---- | ---- | ---- |
| 232  | 241  | 215  | 251  | 284  | 283  | 274  | 271  | 282  |

| 1856 | 1861 | 1866 | 1872 | 1876 | 1881 | 1886 | 1891 | 1896 |
| ---- | ---- | ---- | ---- | ---- | ---- | ---- | ---- | ---- |
| 255  | 252  | 239  | 239  | 261  | 266  | 246  | 232  | 229  |

| 1901 | 1906 | 1911 | 1921 | 1926 | 1931 | 1936 | 1946 | 1954 |
| ---- | ---- | ---- | ---- | ---- | ---- | ---- | ---- | ---- |
| 222  | 235  | 228  | 214  | 193  | 177  | 169  | 156  | 150  |

| 1962 | 1968 | 1975 | 1982 | 1990 | 1999 | 2006 | 2007 | 2012 |
| ---- | ---- | ---- | ---- | ---- | ---- | ---- | ---- | ---- |
| 201  | 202  | 268  | 335  | 344  | 422  | 487  | 496  | 489  |

| 2017 | 2022 | - | - | - | - | - | - | - |
| ---- | ---- | - | - | - | - | - | - | - |
| 521  | 543  | - | - | - | - | - | - | - |

Tarsacq fait partie de l'aire d'attraction de Pau.

## Économie
L'activité est principalement agricole (élevage, maïs). La commune fait partiellement partie de la zone d'appellation de l'Ossau-Iraty.

## Culture locale et patrimoine
La fête communale a lieu au début de septembre peu après la fête patronale tenue le 15 août.

### Patrimoine religieux
Abbaye du XVIIe siècle près de l'église actuelle dont les messes sont célébrées par St Père Cyprien.

## Équipements
La commune dispose d'une école primaire, d'une école des arts ("Les belles Choses") et d'un circuit tout terrain autocross Pau-Tarsacq.

## Personnalités liées à la commune
Miss France 1990.[réf. nécessaire].